# 미마세 고개 전투
미마세 고개 전투(일본어: 三増峠の戦い)는 일본 센고쿠 시대의 전투로, 에이로쿠 12년(1569년) 1월 8일에 가이의 센고쿠 다이묘 다케다 신겐과 스루가의 센고쿠 다이묘 호조 우지야스 사이에 벌어진 전투이다.
고도 차이가 크게 작용한 센고쿠 시대 최대 규모의 산악전으로 알려져 있다.